# Pojarkî, Rojîșce
Pojarkî (în ucraineană Пожарки) este localitatea de reședință a comunei Pojarkî din raionul Rojîșce, regiunea Volînia, Ucraina.

## Demografie
Componența lingvistică a localității Pojarkî
     Ucraineană (99,15%)
     Alte limbi (0,85%)
Conform recensământului din 2001, majoritatea populației localității Pojarkî era vorbitoare de ucraineană (99,15%), existând în minoritate și vorbitori de alte limbi.